# طب بيطري

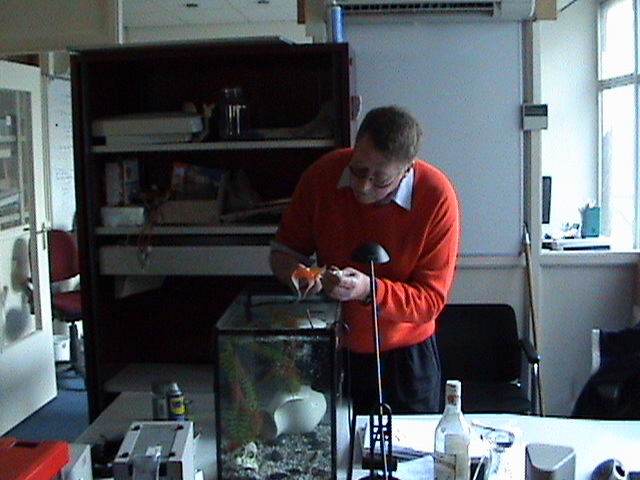
طبيب بيطري يعطي حقنة لسمكة

الطب البيطري أو البيطرة هو تطبيق المبادئ الطبية والتشخيصية والعلاجية على الحيوانات الإنتاجية والمنزلية والبرية. ابتدأ الاهتمام قديماً بأمراض الخيول والبغال بصورة خاصة في الجيوش لأهمية هذه الحيوانات في الحروب. ارتقت مهنة الطب البيطري عندما أسست مدرسة للطب البيطري في ليون عام 1861. توسعت اهتمامات الطب البيطري وأخذت تشمل كل الحيوانات تقريبًا بدءًا من الحيوانات الأليفة من قطط وكلاب والطيور المختلفة.
أفادت تجربة الطب البيطري الطب البشري كثيراً عند إجراء التجارب على الحيوان حيث أسهم ذلك في تطور علوم الطب وعلم اللقاحات والتطعيم الذي كان من روادها العالم لويس باستور والعالم روبرت كوخ.
يمارس الطب البيطري عادة في عيادة بيطرية أو مستشفى بيطري أو في المزرعة. للطب البيطري دور كبير في حماية البشر من الأمراض التي تنتقل عن طريق الأكل. أصبح التخصص في الطب البيطري شائعاً في السنوات الأخيرة. ومن تلك التخصصات: التخدير، علم السلوك، الجلدية، طب الحالات الطارئة والعناية الحثيثة، الطب الباطني، أمراض القلب، السرطان، العيون، الأعصاب، الأمراض المشتركة، الأمراض المعدية، التناسلية والولادة، التصوير الشعاعي والجراحة.
في العالم العربي غالباً لا يوجد معاون بيطري أو ممرض يساعد إلا في بعض الدول يسمى مساعد بيطري البيطار ويكون متخصص ومحترف نظرًا لندرة وجود معاهد تخرج ممرضين بيطريين.
يضم الوطن العربي العديد من كليات الطب البيطري، متوزعة من المشرق إلى المغرب وبلغات تدريس مختلفة منها العربية والإنجليزية والفرنسية.

## التأثيل
كلمة البيطرة كلمة معربة من الكلمة اليونانية المركبة من ippos أي فرس وiatrike أي تطبيب فتعني علاج الخيل.

## تاريخ الطب البيطري

### عصر ما قبل الحداثة
تظهر الأدلة الأثرية، على شكل جمجمة بقرة تم إجراء عملية نقب عليها، أن الناس كانوا يؤدون إجراءات بيطرية في العصر الحجري الحديث (3400-3000 قبل الميلاد).
بردية كاهون المصرية (الأسرة الثانية عشر في مصر) هي أول سجل موجود للطب البيطري. شاليوترا سامهيتا، التي يرجع تاريخها إلى زمن أشوكا، هي أطروحة بيطرية هندية مبكرة. نصت مراسيم أشوكا على ما يلي: «في كل مكان، وفر الملك بياداسي (أشوكا) نوعين من الأدوية (चिकित्सा)، دواء للناس وأدوية للحيوانات. وفي حالة عدم وجود أعشاب علاجية للناس والحيوانات، أمر بشرائها وزراعتها».
اتجهت المحاولات الأولى لتنظيم ممارسة علاج الحيوانات إلى التركيز على الخيول نظرًا لأهميتها الاقتصادية. في العصور الوسطى، جمع البيطارون عملهم في ركوب الخيل مع المهمة الأكثر عمومية «طبابة الخيول». ينشأ التقليد العربي للبيطرة، أو شيات الخيل، مع أطروحة ابن أخي حزام (أواخر القرن التاسع).
في عام 1356، طلب عمدة لندن، الذي شعر بالقلق إزاء ضعف مستوى الرعاية الممنوحة للخيول في المدينة، أن يشكل جميع البيطارين الذين يعملون في دائرة نصف قطرها سبعة أميال من مدينة لندن «زمالة» لتنظيم ممارساتهم وتحسينها. أدى هذا في النهاية إلى إنشاء شركة "The Worshipful Company of Farriers" في عام 1674.
في غضون ذلك، نشر كارلو رويني كتاب "Anatomia del Cavallo"، (تشريح الحصان) في عام 1598. وكان أول أطروحة شاملة عن تشريح الأنواع غير البشرية.

## الطب البيطري
وهي فرع من فروع العلوم الطبية التي تعنى بالوقاية والعلاج أو تخفيف الألم من أمراض وإصابات الحيوانات خاصة الأليفة منها، وهو يشمل علم التشريح المجهري والتشريح والكيمياء الحيوية وعلم الأنسجة والوراثة وعلم الجراثيم وعلم الطفيليات وعلم الأمراض وعلم العقاقير وعلم وظائف الأعضاء (فسيولوجي) والطب الباطني والجراحة والطب الشرعي والسموم وعلم الأمراض المشتركة وعلم الأمراض المعدية والوبائية وعلم أمراض الدواجن وغيرها من العلوم الطبية في الحيوان.

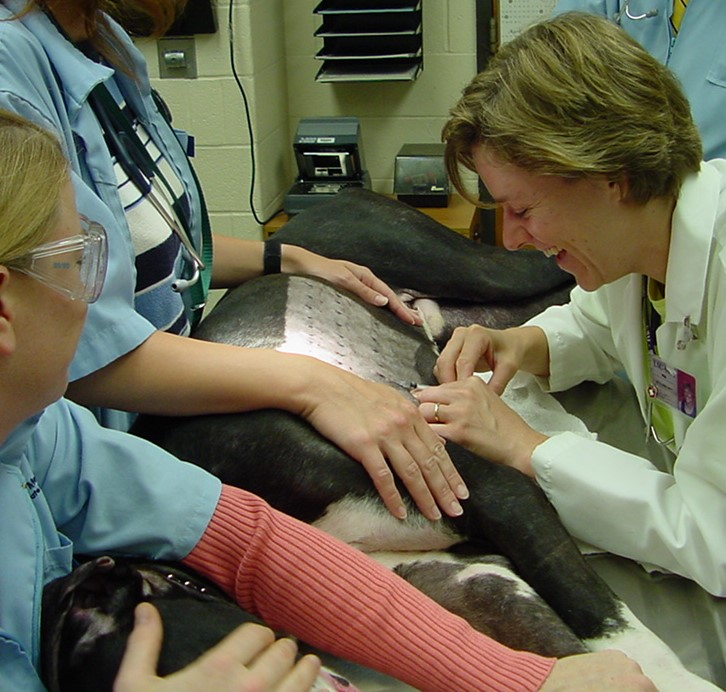

ويساعد الأطباء البيطريين على حماية الإنسان من أكثر من 100 مرض حيواني التي يمكن انتقالها إلى الإنسان. وأكثر من نسبة 60% من الأطباء البيطريين يعالج الحيوانات. ولكن في السنوات الأخيرة وحيث توجد المناطق المكتظة بالسكان يقتصر نشاط العديد من البيطريين على علاج الحيوانات الأليفة. والبعض منهم أخذ يتخصص في علاج بعض الحيوانات مثل الخيول والماشية والطيور الداجنة وحيوانات الحدائق. والبعض يعنى بالمشاكل الطبية الخاصة بالحيوان مثل أخصائيي العيون والأمراض الجلدية والأشعة والأمراض. وهناك عدد منهم متخصص في التدريس وإجراء الأبحاث حيث يقومون بتصنيع الدواء للإنسان والحيوان. وهناك عدد قليل من الأطباء البيطريين يعملون كمديرين لمزارع تسمين البقر ومعامل منتجات الألبان الكبيرة والعديد من مزارع الدواجن التي يزيد عددها بصفة مستمرة. والقليل من الأطباء البيطريين يعملون الآن في التهجين حيث يتم نقل البويضة المخصبة من الحيوان المانح الأعلى جودة إلى رحم البقرة الأقل جودة في الصفات الوراثية.
وفي القرن السابع الهجري / الثالث عشر الميلادي كتب الصاحب تاج الدين في كتابه البيطرة وتحدث فيه عن الخيل، والحمير، والبغال وصفاتها وعيوبها الجسمانية وعيوبها الخلقية. والعيوب الحادثة من الآفات ولدغ الهوام ونهش السباع. وذكر أسماء جميع العلل والأمراض مفصلا بدءا من الرأس وحتى أمراضها التناسلية. ومن أمثلة ما أشار إليه الصاحب تاج الدين " أنه قد يعرض للخيل والدواب في أسنانها وأضراسها علل من ضربين: أحدهما طبيعي والآخر عرضي، فأما الطبيعي فإبدال الأسنان والأضراس، واختلاف ذلك في الأوقات والأزمنة، وكالزوائد النابتة عليها في أوقات مختلفة. وكالأسنان البارزة من الفم التي تسميها الفرس في صفات الدواب (اشتردندان) وتفسيره أسنان الجمل.
وأما العرضي فهو لما زاغ من الأسنان والأضراس عن الاعتدال لعلة من العلل كالضربة بالسيف والسقطة وغير ذلك مما يخرجها أو تكسرها أو تحيلها عن جهة خروجها أو يحدث فيها أشباه تمنع الأسنان من الحركة لحد العلف، ويؤذي الدابة إيذاء شديدا حتى يمنعها من العلف وعلاج ما حدث من هذه الأشياء المؤذية للدابة فهو على ما نصفه لك.

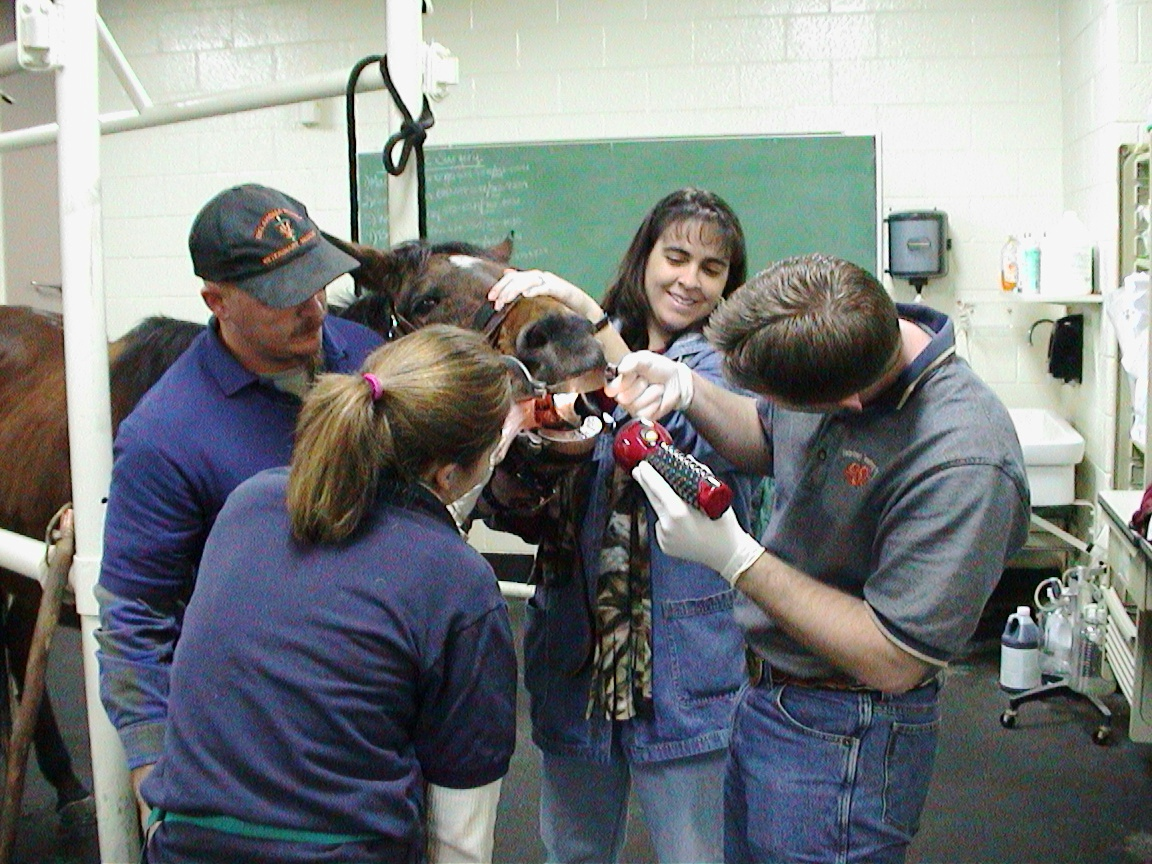
طلاب البيطرة في الولايات المتحدة وهم يتدربون في عيادة للأحصنة في أغسطس 2006.

أما ما كان من زوائد الأسنان التي تسمى (اشتردندان) ومن أجناسها من هذا النوع من التواء الأسنان والأنياب والأضراس وبسطها أو انكسار بعضها حتى يخرج اللسان ويؤذي الدابة فإذا أردت صلاح ذلك فافتح فا الدابة بالسلم واقلع النواتئ والزوائد وما أوذي منها بالمقدار وافركه بما تشعب منها من أصولها وما انثنى وأفرط في الخروج عن حد الاعتدال الطبيعي بالمبارد حتى تدوره إلى حال شبيه بحال الاعتدال ومقارنة لذلك على قدر الإمكان.
وأما ما أنجرح وانثلم وانكسر أو تحرك فبالمراهم والأضمدة على ما نحن ذاكروه وقد أشار الصاحب تاج الدين في علاج تحرك الأسنان أن " يؤخذ حلتيت فيسحق بشيء من زيت ثم يقطر في أصول الأسنان فإنه نافع إن شاء الله وله أيضا تؤخذ حبة السوداء فتقلى ثم تسحق بخل ثقيف ثم يقطر على أصول الأسنان وله أيضا في تحرك الأسنان والأضراس وورمها وأوجاعها وسائر ما يحدث لها: تأخذ عيدان الشبرم الغضة واليابسة فتصب عليها خلا حاذقا ما يعمرها ثم تغليه على النار حتى يبقى منه النصف ثم تأخذ أسفنجه بعد أن يصفى ذلك الخل وتفترة حتى يمكن وتكمد به الأسنان والأضراس الوارمة والمتحركة فإنه نافع لها بإذن الله وينفع من هذه العلة دواء وصفته: تأخذ قشور الرمان وعصفا وقشور اللبان والقمولية فاسحقها وانخلها واعجنها بخل والصقها على المواضع المتألمة من الأسنان والأضراس المتحركة وعلى العمور ولحم اللثة فإنه يشدها ويقويها وتربط اللسان وتمسكه خارجا ساعة ثم تغسله بالماء البارد وتطلقه وتمنع الدابة من الشعير واليبس وتصير علفه الخضرة كالرطاب والحشيش وما أشبه ذلك من العلف الرطب فإنه ينتفع بذلك في لهواته وعمروه منفعة عظيمة.

## مؤلفات عربية تراثية في علم الحيوان والطب البيطري
لأن الحيوان كان يمثل الركيزة الأساسية لحياة العربي الأول فبلادهم صحراء ومهنة الرعي والتجارة وبيع الحيوان اقتصادهم، وهو عماد حياتهم فمنه الطعام من لبن ولحم ومنهم السكن من الخيام ومنه الملبس وعليه يقومون بالحرب لحماية القبيلة وفيه رياضتهم بالخيل والإبل سفينة الصحراء وما إلى ذلك فكان الحيوان المستأنس هكذا شأنه والوحشي. درسوا طباعه لحماية أنفسهم وحيواناتهم الأليفة منه فكتبوا فيه أجمل الشعر وسطروا أروع الكتابات الأدبية. وأدلوا في علوم الطب البيطري كما لم يدل غيرهم، فكانت الكتابات البيطرية في التراث العربي ذاخرة وقوية من أقصى بلاد الأمة الإسلامية إلى أقصاها.. ولقد كتبوا في مختلف فنون البيطرة.
فلقد كتبوا كتبًا عامة في الحيوان نذكر منها على سبيل المثال:
- كتاب الحيوان للجاحظ - أبو عبيده معمر المثى والدميرى وابوجعفر والقنزويلى.
- كتاب في الطير للحجاج بن حثيثة - أبو عبيد بن القاسم الهروى.
- كتاب في الإبل مثل أبو زيد سعيد الأنصاري وهناك كتب في الحيات والعقارب والذباب والجراثيم وكتب الأصمعي في الوحوش. وهناك كتابات كثيرة في الوحوش مثل النمر والثعلب والذئاب كتب فيها سهل بن هارون وأبو عبيد القاسم.

وكتبوا أيضا في الصيد:
- كتاب البزاة والصيد لابى دلف 226 هـ.
- كتاب الصيد والجوارح للفتح بن خاقان 247 هـ.
- كتاب الطرد لإبن أبي طاهر طينور 280 هـ.
- كتاب الجوارح والصيد بها لأحمد بن الطيب السلاخى 286 هـ.
- كتاب الجوارح والصيد لابن المعتمد 296 هـ.

وكثيراً في الفروسية مثل كتابات:
- محمد بن يعقوب بن أخي خزام.
- زين الدين عبد القادر بن أحمد بن علي الفاكهي وكتابه «مباهج السرور والرشاد في الرمي والسباق والصيد والجهاد».

وهناك علم لم يسبق العرب فيه أحد ولم ينافسهم أحد وهو علم «أنساب الخيل» مثل كتاب:
- أنساب الخيل في الجاهلية والإسلام - هشام بن محمد بن السائب الكلبي 206 هـ.
- أسماء الخيل - أبو عبيد معمر بن المثنى التيمي 209 هـ.
- أسماء خيل العرب وفرسانها - أبو عبد الله محمد بن زياد الأعرابي 230 هـ
- أسماء خيل العرب وأنسابها وذكر فرسانها: محمد بن العربي الملقب بالأسود الفندجاي 431 هـ.
- الحلبة في أسماء الخيل المشهورة في الجاهلية والإسلام - محمد بن كامل الصاجي التاجي 697 هـ.

أما ما كتب في الخيل فهو كثير:
- الخيل - النفر بن شميل 204 هـ.
- الخيل - قطرب 206 هـ.
- الخيل - أبو عمرو الستيانى 206 هـ.
- الخيل - محمد بن المثنى البصري 209 هـ.
- كتاب الفرس - أبو عبيدة معمر بن الححسنى 209 هـ.
- كتاب صفة الخيل - أبوعبيدة معمر بن الحسنى 209 هـ.
- كتاب الخيل - أبوعبيدة معمر بن الحسنى 209 هـ.
- كتاب خلق الفرس - الأصمعي 215 هـ.
- كتاب الخيل - عبد الملك الأصمعي 216 هـ.
- كتاب الخيل - أبو عبد الرحمن محمد بن معاوية 228 هـ.
- كتاب الخيل - ابن الأعراب 231 هـ.
- كتاب الخيل - أبو نصر أحمد بن هاشم 231 هـ.
- عمرو أمين أبي عمرو الشيعاني 231 هـ.
- كتب في الخيل - التوزي 233 هـ.

وكتبوا في البيطرة:
- مختصر البيطرة - ابن الاحنف 605 هـ
- البيطرة الروحية - يعقوب بن اسحق المحلى 605 هـ
- المغنى في البيطرة - الملط الأشرف 691 هـ
- فصل الخيل - للدمياطى 705 هـ
- كامل الصناعتين ابن البيطار 741 هـ
- التذكرة في معرفة البيطرة - للسلطان على المؤهة العشان 764 هـ

وكتبوا في البيترة: وهو علم يتعلق بطب الطيور الجارحة
- البترة لإبراهيم البصري
- البترة اسحق الكندى
- البترة محمد بن عبد الله بن عمر البازيان
- البترة مهدى بن احرم
- البترة القطريف بن تداقه الفساى
- البترة ادهم بن مريز الباهلى
- البترة عيسى بن حسان الاسدى
- البترة كشاجم

بل وكتبوا أيضًا في بعض من أجزاء جسم الحيوان وكذا منتجاته:
- كتاب الخف وكتاب السرج لابى عبيدة معمر بن المثنى.
- كتاب اللبن لأبي تريد الأنصاري.

## بعض أمراض الحيوانات والأمراض المشتركة
| * حمى الوادي المتصدع * انفلونزا الطيور * الحمى القلاعية * داء الكلب * جرب الإبل * النغف * داء المتورقات * داء الغومبورو | * انفلونزا الخيول * اللسان الأزرق * جنون البقر * مرض حيواني المنشأ * داء المشوكات * مرض الالتهاب الرئوي في الإبل * جدري في الأبقار | * جرب * إسهال فيروسي عند الأبقار * سواف * علم امراض الطيور * طاعون المجترات الصغيرة * مثقبية | * متلازمة الأنف الأبيض * داء البروسيلات * جمرة خبيثة * مرض خدش القطة * طاعون * برداء * حمى تيفية * داء المقوسات * داء نيوكاسل |